# Luigi Capuano
Luigi Capuano (* 13. Juli 1904 in Cancro, Neapel; † 20. Oktober 1979 in Rom) war ein italienischer Filmregisseur und Drehbuchautor.

## Leben
Capuano, der die Akademie der italienischen Luftwaffe besucht hatte, im Zweiten Weltkrieg befehlshabender Pilot war und danach als Sportjournalist arbeitete, kam erst mit 43 Jahren zum Film. Als Drehbuchautor und Regisseur unterhaltsamer Filme aller Art, zunächst oftmals neapolitanischer sentimentaler Dramen und Komödien, erwarb er sich während der 1950er Jahre einen guten Ruf als technisch solider Handwerker und Regisseur von Genrefilmen. Gegen Ende des Jahrzehntes begann er eine lange Reihe von Abenteuerfilmen und beschloss sein Schaffen mit einem Agentenfilm und zwei Italowestern. 1971 wird sein Name aus steuerlichen Gründen nochmals bei einer hauptsächlich spanischen Zorro-Version genannt. Sein Pseudonym war Lewis King.

## Filmografie (Auswahl)
- 1947: Legge di sangue
- 1948: Vertigine d’amore
- 1950: Rondini in volo
- 1950: La strada finisce sul fiume
- 1951: Gli innocenti pagano
- 1951: Gli amanti di Ravello
- 1952: Ergastolo
- 1953: Condannatelo!
- 1954: Cuore di mamma
- 1954: Ballata tragica
- 1955: Unterm Leuchtturm der Liebe (La rossa)
- 1956: Maruzzella
- 1956: Die Kavaliere vom schwarzen Schwert (Il cavaliere della spada nera)
- 1957: Il conte di Matera
- 1959: Theaterträume (Il mondo dei miracoli)
- 1960: Das Geheimnis der roten Maske (Il terrore della maschera rossa)
- 1961: Herkules, der Held von Karthago (La vendetta di Ursus)
- 1961: Tödliche Rache (Una spada nell'ombra)
- 1961: Drakut, der Rächer (Drakut il vendicatore)
- 1962: Tiger der Meere (La tigre dei sette mari)
- 1962: Zorros Heimkehr und Rache (Zorro alla corte di Spagna)
- 1963: Zorro und die drei Musketiere (Zorro e i tre moschettieri)
- 1963: Der Henker von Venedig (Il boia di Venezia)
- 1963: Der Löwe von San Marco (Il leone di San Marco)
- 1964: Die Rache der Gladiatoren (La vendetta dei gladiatori)
- 1964: Die Rache des Sandokan (Sandokan alla riscossa)
- 1964: Samson gegen die Korsaren des Teufels (Sansone contro il corsaro nero)
- 1964: Sandokan und der Leopard (Sandokan contro il leopardo di Sarawak)
- 1965: Das Geheimnis der Lederschlinge (I misteri della giungla nera)
- 1965: Der Abenteurer von Tortuga (L'avventuriero della tortuga)
- 1966: Die Waffe des Teufels (Perry Grant, agente di ferro)
- 1967: Desperado – Der geheimnisvolle Rächer (Il magnifico texano)
- 1968: Sangue chiama sangue